# Better Than Home
Better Than Home — седьмой студийный альбом американской певицы Бет Харт, изданный 13 апреля 2015 года на студиях Provogue Records и Mascot Label Group.
Он дебютировал на первом месте в чарте Billboard Blues Albums Chart, став для Харт её 4-м альбомом номер один.

## История
Better Than Home — седьмой сольный студийный альбом американской певицы Бет Харт. Муж Харт и её менеджер убедили её работать с продюсерской командой Роба Мэтиса и Майкла Стивенса, с которыми она познакомилась во время выступления на церемонии Kennedy Center Honors в 2012 году. Харт работала с Кевином Ширли над своими последними тремя альбомами, но её убедили попробовать другую команду и пойти в другом направлении. Продюсерская команда предложила Харт оставить мрачные темы и «писать больше о моей радости, о том, во что я верю, и о моей любви». Харт подтолкнули к написанию песен, которые исходили из другого источника, из того времени, когда она была счастлива или хорошо проводила время. Одна из песен альбома, «Tell Her You Belong to Me», заняла у неё полтора года.

## Отзывы
| Оценки критиков   | Оценки критиков |
| Источник          | Оценка          |
| ----------------- | --------------- |
| Allmusic          | [ 1 ]           |
| Blues Rock Review | [ 6 ]           |

Альбом получил положительные отзывы музыкальной критики и интернет-изданий.

## Список композиций
Слова и музыка всех песен — Beth Hart.
| №                   | Название                         | Длительность |
| ------------------- | -------------------------------- | ------------ |
| 1.                  | «Might as Well Smile»            | 4:01         |
| 2.                  | «Tell 'Em to Hold On»            | 4:24         |
| 3.                  | «Tell Her You Belong to Me»      | 5:56         |
| 4.                  | «Trouble»                        | 4:42         |
| 5.                  | «Better Than Home»               | 4:37         |
| 6.                  | «St. Teresa»                     | 5:07         |
| 7.                  | «We're Still Living in the City» | 4:20         |
| 8.                  | «The Mood That I'm In»           | 3:55         |
| 9.                  | «Mechanical Heart»               | 4:16         |
| 10.                 | «As Long as I Have a Song»       | 3:25         |
| 11.                 | «Mama This One's for You»        | 3:26         |
| Общая длительность: | Общая длительность:              | 48:09        |

## Чарты
| Чарт (2015)                       | Высшая позиция |
| --------------------------------- | -------------- |
| Австрия (Ö3 Austria)              | 11             |
| Бельгия/Фландрия (Ultratop)       | 59             |
| Бельгия/Валлония (Ultratop)       | 41             |
| Дания (Hitlisten)                 | 39             |
| Нидерланды (Album Top 100)        | 1              |
| Франция (SNEP)                    | 39             |
| Германия (Offizielle Top 100)     | 11             |
| Норвегия (VG-lista)               | 16             |
| Шотландия (Scottish Albums Chart) | 30             |
| Швеция (Sverigetopplistan)        | 47             |
| Швейцария (Schweizer Hitparade)   | 5              |
| Великобритания (UK Albums Chart)  | 33             |
| США (Billboard 200)               | 133            |
| США (Billboard Top Blues Albums)  | 1              |
| США (Billboard Top Rock Albums)   | 19             |